# Vertrag von Neuilly-sur-Seine

Der Vertrag von Neuilly-sur-Seine, abgeschlossen am 27. November 1919, ist einer der Pariser Vorortverträge, die den Ersten Weltkrieg formal beendeten.
Er wurde zwischen dem Königreich Bulgarien auf der einen und den Vereinigten Staaten von Amerika, Großbritannien, Frankreich, Italien und Japan sowie weiteren mit diesen Hauptmächten alliierten Staaten auf der anderen Seite geschlossen.

## Vorgeschichte
Das Königreich Bulgarien hatte im Anschluss an den Russisch-Osmanischen Krieg von 1877–1878 als Fürstentum seine Unabhängigkeit vom Osmanischen Reich gewonnen, die auf dem Berliner Kongress 1878 bestätigt wurde. In der Folgezeit kam es mehrfach zu kriegerischen Auseinandersetzungen mit dem Königreich Griechenland sowie dem Königreich Rumänien und dem Königreich Serbien, die beide ebenfalls seit dem Berliner Kongress offiziell als unabhängig galten. In die territorialen Streitigkeiten griffen auch Frankreich und Großbritannien ein, die den regionalen Einflussgewinn der bulgarischen Schutzmacht Russland zurückzudrängen versuchten.
Im Ersten Balkankrieg 1912 ging Bulgarien gemeinsam mit Serbien, Griechenland und Montenegro gegen das Osmanische Reich vor, dessen Territorium in Europa im anschließenden Londoner Vertrag weitestgehend an das siegreiche Bündnis fiel. Über die konkrete Aufteilung des eroberten Gebiets kam es 1913 zum Zweiten Balkankrieg, in dem Bulgarien den einstigen Bündnispartnern, dem Osmanischen Reich und Rumänien allein gegenüberstand. Die nach dem Ersten Balkankrieg erzielten Gebietsgewinne verlor Bulgarien im Frieden von Bukarest weitestgehend wieder.
Nach den Balkankriegen war Bulgarien in der Region isoliert. Um den erlittenen Gebietsverlust zu revidieren, trat das Königreich im Oktober 1915 an der Seite der Mittelmächte in den Ersten Weltkrieg ein. Als sich im Sommer 1918 die Niederlage dieser Kriegspartei abzeichnete, schied Bulgarien am 29. September 1918 im Waffenstillstand von Thessaloniki aus dem Krieg aus.

## Inhalt des Vertrags
Bulgarien musste nach den Bestimmungen des Vertrages folgende Gebietsabtretungen leisten:
- Westthrakien kam unter die Administration der Entente, mit ihm auch die wichtige Hafenstadt Dedeagatsch (heute: Alexandroupoli). Somit verlor Bulgarien den Zugang zur Ägäis an Griechenland.
- Zaribrod (heute Dimitrovgrad), ein paar Ortschaften entlang des Timok-Flusses und Strumiza (sogenannte Bulgarische Westgebiete) kamen an das neu gegründete Königreich der Serben, Kroaten und Slowenen (SHS), welches Bulgarien auch anerkennen musste.
- Die im Frieden von Bukarest festgelegte rumänisch-bulgarische Grenze von 1913 wurde wiederhergestellt; Rumänien erhielt die 1913 annektierte und im Mai 1918 abgetretene Süddobrudscha zurück (sie ging im Vertrag von Craiova 1940 dann wieder an Bulgarien zurück).
- Die bulgarische Armee darf nicht die Anzahl von 20.000 Soldaten überschreiten (Artikel 66)
- Für die Gewährleistung der inneren Sicherheit darf Bulgarien über eine 10.000 Mann starke Gendarmerie verfügen sowie über eine 3.000 Mann starke Grenztruppe (Artikel 69)

Weiterhin waren Reparationen in der Höhe von 400 Millionen Dollar zu bezahlen.
Teil dieses Vertrags war eine Regelung zum Bevölkerungsaustausch zwischen Griechenland und Bulgarien. Bulgarien und Griechenland unterzeichneten eine Konvention über die gegenseitige und freiwillige Emigration, die allerdings kein Rückkehrrecht vorsah. Es verließen 53.000 Bulgaren Griechenland und 39.000 Griechen Bulgarien (nach dem Ersten Weltkrieg waren insgesamt 46.000 Griechen aus Bulgarien ausgewandert). 1927 wurde zur Regelung finanzieller Fragen zwischen Bulgarien und Griechenland das Mollow-Kaphantaris-Abkommen unterzeichnet.